# غنت-وفلجم 2009
غنت-وفلجم 2009 (بالإنجليزية: 2009 Gent–Wevelgem)‏ هو سباق دراجات هوائية أقيم بتاريخ أبريل 8، تكون السباق من مرحلة واحدة. فاز به النرويجي إيدفالد بواسون هاغن.

## الترتيب
| م                     | الدرّاج               | البلد     | الزمن |
| --------------------- | -------------------- | --------- | ----- |
| الفائز بالترتيب العام | إيدفالد بواسون هاغن  | النرويج   |       |
| الثاني                | Aleksandr Kuschynski | بيلاروسيا |       |
| الثالث                | ماثيو جوس            | أستراليا  |       |